# Жалантос батыр (село)
Жалантос батыр (каз. Жалаңтөс батыр, до 1997 г. — Кызылту) — село в Казалинском районе Кызылординской области Казахстана. Административный центр Карашенгельского сельского округа. Находится примерно в 9 км к юго-востоку от районного центра, посёлка Айтеке-Би. Код КАТО — 434441100.

## Население
В 1999 году население села составляло 1112 человек (552 мужчины и 560 женщин). По данным переписи 2009 года, в селе проживало 1050 человек (527 мужчин и 523 женщины).